# Auguste de Bernardy
Pour les articles homonymes, voir Bernardy.
Jean-Pierre-Auguste de Bernardy (23 février 1771, Aubenas - 2 janvier 1846, Aubenas), est un homme politique français.

## Biographie
Il s'engagea comme volontaire dans le bataillon de l'Ardèche où il resta deux ans. De retour à Aubenas, il devint, à l'âge de vingt-cinq ans, maire de cette ville, et resta en fonctions jusqu'en 1815. 
Ayant, comme fonctionnaire, prêté serment à Louis XVIII lors de la première Restauration, il se retira pendant les Cent-Jours. Au lendemain de la Révolution de juillet 1830, quand la démission du marquis de Bernis eut déterminé une vacance à la Chambre des députés, pour le 1er collège électoral de l'Ardèche (Privas), Bernardy fut élu à sa place, le 21 octobre, soutint le gouvernement sans aborder la tribune, et après la dissolution de la Chambre en 1831, ne se représenta pas aux élections suivantes. 
Il redevint alors maire d'Aubenas et fut nommé chevalier de la Légion d'honneur[Quand ?]. Il partagea ses dernières années entre ses fonctions municipales et l'étude et la pratique des sciences agronomiques.

## Sources
- « Auguste de Bernardy », dans Adolphe Robert et Gaston Cougny, Dictionnaire des parlementaires français, Edgar Bourloton, 1889-1891 [détail de l’édition]